# Rafael Kubelík
Rafael Jeroným Kubelík (Býchory, 29 giugno 1914 – Kastanienbaum, 11 agosto 1996) è stato un compositore e direttore d'orchestra ceco.

## Biografia
Figlio del violinista Jan Kubelík, Rafael Kubelik nacque in un territorio che all'epoca faceva parte dell'Impero austro-ungarico. Completò i suoi studi a Praga e nel 1948 emigrò negli Stati Uniti. Nel 1967 si trasferì a Lucerna prendendo la cittadinanza svizzera. È stato il padre dell'architetto Martin Kubelik.
Nella sua lunga carriera diresse numerosi teatri d'opera e orchestre sinfoniche, ricoprendo l'incarico di Direttore musicale con l'Orchestra Filarmonica Ceca dal 1942 al 1948, la Chicago Symphony Orchestra dal 1950 al 1953, il Royal Opera House Covent Garden di Londra dal 1955 al 1958, il Metropolitan Opera House di New York dal 1972 al 1974 e l'Orchestra sinfonica della radio bavarese dal 1961 al 1979, incarico nel quale succedette a Eugen Jochum, fondatore della compagine.
Soprattutto con quest'ultima orchestra e con i Berliner Philharmoniker, realizzò, tra la prima metà degli anni '60 ed il 1977, alcune tra le migliori registrazioni della sua vasta discografia, tra cui spiccano il ciclo completo delle 9 sinfonie e dei poemi sinfonici di Antonín Dvořák (a tutt'oggi ancora presente nel catalogo dell'etichetta Deutsche Grammophon e considerato di riferimento per l'interpretazione di questo autore) e le 4 sinfonie di Robert Schumann. Importantissime, nell'intera storia della discografia, le sue incisioni di Ma Vlast (La mia Patria), il ciclo di sei poemi sinfonici di Bedřich Smetana, soprattutto quella realizzata per Deutsche Grammophon, con la Boston Symphony Orchestra, nel 1971; di notevole interesse anche la sua integrale delle sinfonie di Gustav Mahler pubblicata (sempre da DG) nel 1973.
Le etichette discografiche Orfeo ed Audite, viceversa, hanno pubblicato numerose registrazioni live dirette da Kubelik a Monaco di Baviera, tra cui spiccano soprattutto quelle dedicate a Beethoven (Sinfonia n. 9 e Missa Solemnis), Bruckner e Mahler.
Come compositore seguì le orme della scuola nazionale ceca, secondo un gusto tardoromantico. Compose musica sinfonica, sinfonico-corale e operistica.

## Opere liriche
- Veronika opera comica in 4 atti, libretto di Dalibor C. Faltis Vacká (1947) nel Moravské Státní Divadlo di Brno diretta dal compositore
- Cornelia Faroli (Augusta, 1972)

## Discografia parziale
- Beethoven: Symphonies No. 4, 5 & 6 - Israel Philharmonic Orchestra/Boston Symphony Orchestra/Orchestre de Paris/Rafael Kubelik, 1976 Deutsche Grammophon
- Beethoven: Sinf. n. 7, 8, 9 - Kubelik/Donath/Berganza/Ochman, Deutsche Grammophon
- Dvorak: Danze slave op. 46, 72 - Kubelik/Bayer. RSO, Deutsche Grammophon
- Dvorak, Sinf. n. 1-9/Carnival/Scherzo - Kubelik/BPO/Bayer. RSO, Deutsche Grammophon
- Dvorak: Sinf. n. 8, 9 - Kubelik/BPO, Deutsche Grammophon
- Dvorak, Sinf. n. 9 - Kubelik/BPO, Deutsche Grammophon
- Dvorak, Stabat Mater/Leggende - Kubelik/Mathis/Ochman, Deutsche Grammophon
- Dvorak Smetana, Sinf. n. 9/Moldava - Kubelik/BPO/BSO, Deutsche Grammophon
- Haendel, Mus. sull'acqua/Mus. fuochi - Kubelik/BPO, Deutsche Grammophon
- Haydn: Cecilia-Mass, Mass in time of war, Little Organ Mass - Rafael Kubelik & Symphonieorchester des Bayerischen Rundfunks, Deutsche Grammophon
- Janácek: Glagolitic Mass; The Diary of One Who Disappeared - Ernst Haefliger/Rafael Kubelik/Symphonieorchester des Bayerischen Rundfunks, Deutsche Grammophon
- Mahler, Symphony No. 1 - Dietrich Fischer-Dieskau/Rafael Kubelik/Symphonieorchester des Bayerischen Rundfunks, 1996 Deutsche Grammophon
- Mahler, Sinf. n. 2 - Kubelik/Bayer. RSO/Mathis/Procter, 1969 Deutsche Grammophon
- Mahler: Symphony No. 4, Lieder eines fahrenden Gesellen - Dietrich Fischer-Dieskau/Elsie Morison/Rafael Kubelik/Rudolf Koeckert/Symphonieorchester des Bayerischen Rundfunks, Deutsche Grammophon
- Mahler, Symphony No. 8 - Rafael Kubelik & Symphonieorchester des Bayerischen Rundfunks, 1971 Deutsche Grammophon
- Mahler, The 10 Symphonies - Rafael Kubelik & Symphonieorchester des Bayerischen Rundfunks, Deutsche Grammophon
- Mendelssohn Bartholdy: A Summernight's Dream, The Hebrides - Chor des Bayerischen Rundfunks/Edith Mathis/Gabriel Chmura/London Symphony Orchestra/Rafael Kubelik/Symphonieorchester des Bayerischen Rundfunks/Ursula Boese/Wolfgang Schubert, Deutsche Grammophon
- Mozart, Messe K. 220, 317/Ave verum - Kubelik/Bayer. RSO, Deutsche Grammophon
- Mozart, Symphony No. 40 and Symphony No. 41 "Jupiter" - Rafael Kubelik & Bavarian Radio Symphony Orchestra, 1981 Sony
- Moussorgsky, Pictures At An Exhibition - Chicago Symphony Orchestra/Kubelik, 1951 Naxos Classical Archives - Grammy Hall of Fame Award 1998
- Pfitzner, Palestrina - Chor des Bayerischen Rundfunks/Der Tolzer Knabenchor/Dietrich Fischer-Dieskau/Rafael Kubelik/Symphonieorchester des Bayerischen Rundfunks, 1989 Deutsche Grammophon
- Schumann, Sinf. n. 1-4/Manfred/Genoveva Ouverture - Kubelik/BPO, 1963/1964 Deutsche Grammophon
- Schumann, Conc. pf./Kinderszenen - Kempff/Kubelik/Bayer. RSO, 1971/1973 Deutsche Grammophon
- Smetana, Mia patria - Kubelik/BSO, Deutsche Grammophon
- Smetana, Mia patria - Kubelik/WPO, 1959 Decca
- Smetana, Mia patria/Sposa venduta - Kubelik/Levine/BSO/WPO, Deutsche Grammophon
- Verdi, Rigoletto - Kubelik/Fischer-D./Bergonzi/Scotto/Cossotto/Orchestra del Teatro alla Scala, 1964 Deutsche Grammophon
- Richard Wagner, Lohengrin - Kubelik/King/Janowitz/Jones, Deutsche Grammophon
- Richard Wagner, Parsifal ("Bavarian Radio Archives" May1980 - ARTS MUSIC, 2003)
- Weber, Oberon - Birgit Nilsson/Plácido Domingo/Rafael Kubelik/Symphonieorchester des Bayerischen Rundfunks, Deutsche Grammophon
- Kubelik, Beethoven/Schumann/Dvorak/Mahler - The Symphony Edition, 1963/1975 Deutsche Grammophon